# Slät lönnlav
Slät lönnlav (Bacidia fraxinea) är en lavart som beskrevs av Lönnr. Slät lönnlav ingår i släktet Bacidia och familjen Ramalinaceae.  Arten är reproducerande i Sverige. Inga underarter finns listade i Catalogue of Life.